# Синусоидальная спираль

Синусоидальная спираль (красные линии) при (сплошная) и (штриховая).

Синусоида́льная спира́ль — семейство плоских кривых, определяемых классом уравнений в полярных координатах
{\displaystyle \displaystyle r^{n}=a^{n}\cos(n\varphi ),}
где {\displaystyle a} — ненулевая константа и {\displaystyle n} — рациональное число, не равное нулю.
С учётом возможности поворота кривой относительно начала координат уравнение также может быть записано в виде
{\displaystyle \displaystyle r^{n}=a^{n}\sin(n\varphi ).}
Использование термина «спираль» в данном случае не является точным, так как получаемые кривые по форме скорее напоминают цветок.

## История
Впервые изучена Маклореном.

## Частные случаи
Многие известные кривые являются частными случаями синусоидальной спирали:
- Прямая при {\displaystyle n=-1};
- Окружность при {\displaystyle n=1};
- Гипербола при {\displaystyle n=-2};
- Лемниската Бернулли при {\displaystyle n=2};
- Парабола при {\displaystyle \textstyle n=-{\frac {1}{2}}};
- Кардиоида при {\displaystyle \textstyle n={\frac {1}{2}}};
- Логарифмическая спираль при {\displaystyle n\to 0};
- Кубика Чирнгауза при {\displaystyle \textstyle n=-{\frac {1}{3}}}.